# 內藤町
內藤町（日语：／ Naitōmachi */?）是東京都新宿區的町名。人口935人（2013年8月1日）。郵遞區號160-0014。

## 地理
位於新宿區南部。北與西鄰新宿區新宿一～四丁目與四谷四丁目，東接大京町，南通澀谷區千駄谷。町域大部分是新宿御苑，新宿御苑東側、外苑西通沿線地區是住宅區。町域西端有東京都立新宿高等學校。新宿御苑內是新宿區與澀谷區的區界，御苑南側部分屬澀谷區千駄谷六丁目。

## 歷史
此地為高遠藩內藤家中屋敷。原屬內藤新宿。1891年（明治24年）獨立成立四谷內藤町，1911年（明治44年）去除四谷的冠稱，更名為內藤町。1920年（大正9年）與內藤新宿町合併。1947年（昭和22年）新宿區成立，為新宿區內藤町。

### 地名的由來
這一帶是江戶時代高遠藩主內藤家的中屋敷（2009年內藤家當主依然住在內藤町）。町內有祭祀內藤家祖先藤原鎌足的多武峯內藤神社。

## 交通
可利用東京地下鐵丸之內線新宿御苑前站。地域南部也可利用在步行範圍內的中央、總武緩行線千駄谷站。

## 設施
- 新宿御苑
- 東京都立新宿高等學校
- 四谷區民中心（四谷圖書館、四谷地域中、四谷區民會廳）
- 四谷大木戶跡碑
- 多武峯內藤神社

## 備註
1. ↑  『角川日本地名大辞典 13　東京都』、角川書店、1991年再版、P876
2. ↑  .   [2013-08-09]. （原始内容存档于2014-08-19）.

## 關連項目
- 內藤新宿
- 內藤新宿町

## 外部連結
- 新宿區役所 （页面存档备份，存于）